# Lillbjörntjärnen
Lillbjörntjärnen är en sjö i Krokoms kommun i Jämtland och ingår i Indalsälvens huvudavrinningsområde. Lillbjörntjärnen ligger i Gråberget-Hotagsfjällen Natura 2000-område.